# Gryposaurus
Genre
Espèces de rang inférieur
- † G. notabilis Lambe, 1914, espèce type
- † G. latidens Horner, 1992
- † G. monumentensis Gates & Sampson, 2007
- † G. alsatei Lehman, Wick et Wagner, 2016

Synonymes
- Hadrosauravus (nomen nudum) Lambert, 1990
- Rhinorex ? Gates & Scheetz, 2014

Gryposaurus est un genre éteint de dinosaure ornithopode de la famille des hadrosauridés et de la sous-famille des saurolophinés. Il a vécu en Amérique du nord à la fin du Crétacé supérieur, au Campanien et Maastrichtien, soit il y a environ entre 83,6 à 66,0 millions d'années. Les quatre espèces identifiées ont été retrouvées au Canada (Alberta) et aux États-Unis (Montana, Utah, Texas).  
Son histoire taxonomique est complexe. Sa grande similitude avec le genre Kritosaurus, signalée l'année même de sa découverte en 1914, a conduit pendant tout le XXe siècle à un va-et-vient permanent entre des études qui regroupaient les deux genres sous le seul nom antérieur de Kritosaurus, et d'autres qui distinguaient les deux. Ce n'est que depuis les années 1990 que les deux genres sont considérés comme valides. 

## Étymologie
Le nom de genre Gryposaurus est formé des mots du grec ancien grupós, « recourbé ou crochu » et saurus, « lézard », pour donner « lézard au nez crochu » et indiquer ainsi la forme courbée du nez de l'animal.

## Description

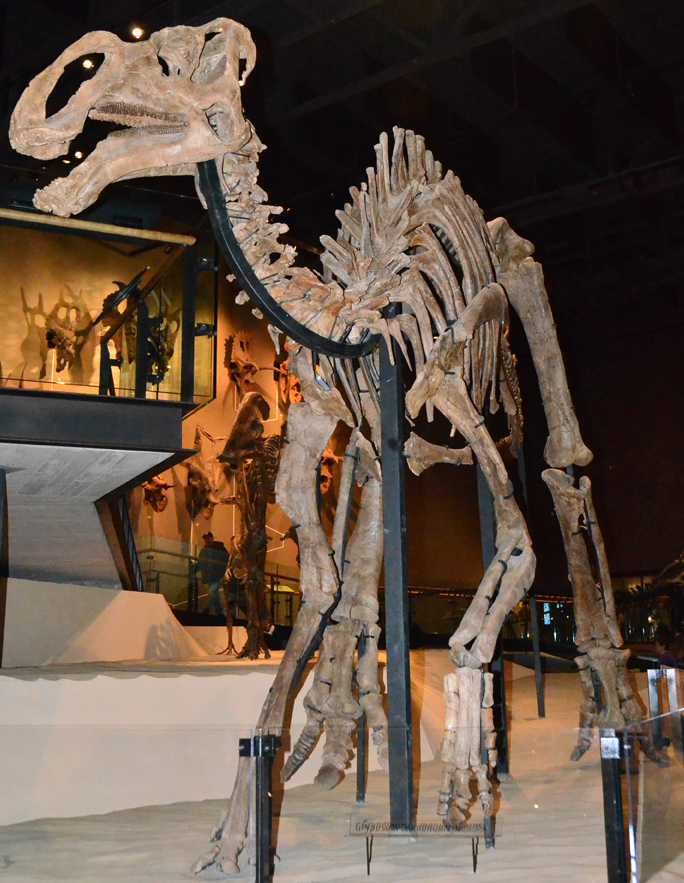
Squelette de Gryposaurus monumentensis au musée d'histoire naturelle de l'Utah.

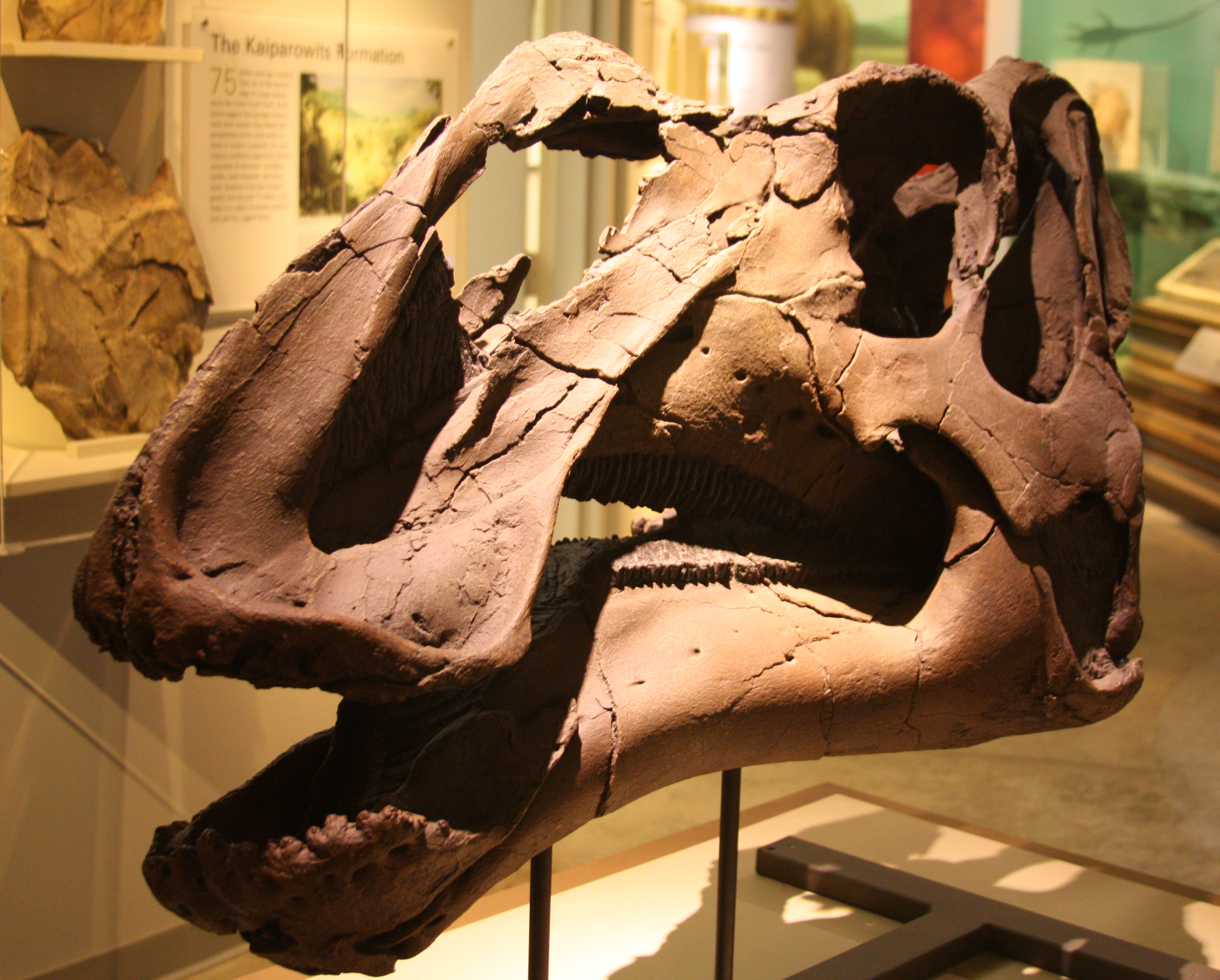
Crâne de G. monumentensis.

Gryposaurus est un hadrosauridé de forme et de taille typiques.
Un des meilleurs spécimens de ce genre est un squelette quasi complet appelé tout d'abord Kritosaurus incurvimanus avant d'être mis en synonymie avec Gryposaurus notabilis. Sa longueur totale est évaluée à 8,20 mètres. Ce spécimen présente aussi de remarquables empreintes de peau avec une grande variété d’écailles : pyramidales, striées, écussons en forme de patelles à partir de 3,8 centimètres de long sur ses flancs et sa queue ; écailles polygonales uniformes sur son cou et les côtés de son corps, et des structures pyramidales, aplaties, à côtés cannelés, plus longues que hautes, situées le long du haut de son dos sur une rangée médiane unique.
Les différentes espèces se distinguent par de petites différences au niveau du crâne et de la mandibule. Les deux os nasaux du genre forment une arche proéminente atteignant une hauteur équivalente au point le plus haut de l'arrière du crâne.

## Liste des espèces
Liste des espèces valides selon P. Cruzado-Caballero et J. E. Powell en 2017 :
- † Gryposaurus notabilis Lambe, 1914 ;
- † Gryposaurus incurvimanus (Parks, 1920) ;
- † Gryposaurus latidens Horner, 1992 ;
- † Gryposaurus monumentensis Gates & Sampson, 2007.

Une cinquième espèce Gryposaurus alsatei a été décrite en 2016 par Thomas M. Lehman et ses collègues. Elle a été découverte dans la formation de Javelina dans le parc national de Big Bend au Texas dans un niveau stratigraphique daté du Maastrichtien supérieur.

## Classification
La position taxonomique de Gryposaurus a varié considérablement dans le temps, le genre a longtemps été considéré comme un synonyme de Kritosaurus.
En 2014, il est incorporé à la nouvelle tribu des Kritosaurini. Cette tribu regrouperait aussi les autres genres nord-américains Kritosaurus et Naashoibitosaurus ainsi que les sud-américains Secernosaurus et Willinakaqe.

### Cladogramme
Le cladogramme suivant est celui établi par Prieto-Márquez et ses collègues en 2016. Il montre la position de Gryposaurus dans un même clade, la tribu des Kritosaurini, avec Kritosaurus, Naashoibitosaurus, Willinakaqe et Secernosaurus, ainsi qu'un spécimen non nommé du Texas « Big Bend UTEP 37.7 », :
- - Telmatosaurus
  - 
    - 
      - Jintasaurus
      - Lophorhothon

    - 
      - Claosaurus
      - 
        - Tethyshadros
        - Hadrosauridae
          - Hadrosaurus
          - Saurolophidae
            - Lambeosaurinae
            - Saurolophinae
              - 
                - Acristavus
                - Maiasaura
                - Brachylophosaurus

              - 
                - 
                  - Naashoibitosaurus
                  - 
                    - Kritosaurus
                    - 
                      - Gryposaurus
                      - 
                        - « Big Bend UTEP 37.7 »
                        - 
                          - Willinakaqe
                          - Secernosaurus

                - 
                  - "Sabinosaure" PASAC-1
                  - 
                    - 
                      - Prosaurolophus
                      - 
                        - Augustynolophus
                        - Saurolophus

                    - 
                      - Kerberosaurus
                      - 
                        - Kundurosaurus
                        - 
                          - Shantungosaurus
                          - Edmontosaurus